# Мальчишник в Новом Орлеане
«Мальчишник в Новом Орлеане» (англ. Mardi Gras: Spring Break) —комедийный фильм-путешествие 2011 года. В главных ролях Николас Д'Агосто, Джош Гад, Брет Харрисон, Ариэль Кеббел, Дэннил Харрис, Реджина Холл и Кармен Электра. Режиссер Фил Дорнфилд. В фильме рассказывается о троих старшекурсниках колледжа, которые посещают Новый Орлеан во время сезона Марди Гра.

Первоначально снят в 2008 году как «Марди Гра Макса», его планировалось выпустить подразделением Screen Gems Sony Pictures. Фильм был отложен до сентября 2011 года, когда компания Samuel Goldwyn Films выпустила его в некоторых городах.

## Сюжет
Трое лучших друзей из Университета штата Пенсильвания, Майк, Бамп и Скотти, едут на ежегодный фестиваль Марди Гра в Новом Орлеане за «сиськами, бусами и пивом». Их сопровождает навязчивая подруга Майка, Эрика. 
Майк разочарован, узнав, что Эрика солгала о скорби по поводу смерти своего дедушки, чтобы он взял ее с собой, а затем шокирован, когда она соединяется со своей подругой Люси и показывает свою грудь толпе. Между тем выясняется, что Скотти на самом деле зарезервировал столик в ресторане вместо номера в отеле, вынудив их всех провести ночь на улице.
В конце концов Майк решает, что пришло время оставить девушку и устроить вечеринку с друзьями. 

## Интересные факты
Режиссёр кинокомедии работал со всеми известными фильмами серии «Очень страшного кино».

## Съёмочная группа
Режиссёр: Фил Дорнфелд 

Сценарий: Джош Хилд 

Продюсер: Эрмиан Бернштейн, Зэнн Дивайн, Адам Херц и др. 

Оператор: Томас Экермен 

Композитор: Маркус Миллер

## В ролях
- Ариэль Кеббел
- Кармен Электра
- Дэннил Харрис
- Брэт Харрисон
- Джош Гад
- Николас Д’Агосто
- Реджина Холл